# Kochite
La kochite è un minerale.